# Journée mondiale de la trisomie 21
La Journée mondiale de la trisomie 21 (WDSD) est une journée internationale qui se déroule le 21 mars. En ce jour, les personnes atteintes de cette trisomie et celles qui vivent et travaillent avec elles dans le monde entier organisent et participent à des activités et des événements pour sensibiliser le public et créer une seule voix mondiale pour la défense des droits, l'inclusion et le bien-être des personnes atteintes de la trisomie 21.

## Historique
L’AFRT, Association Française pour la Recherche sur la Trisomie 21, créée en 1990 pour soutenir la recherche et faire connaitre les avancées scientifiques et médicales sur la trisomie 21, a choisi en 2005 la date du 21 mars (21/3 en français et 3/21 en anglais) comme date symbole pour sensibiliser à la trisomie 21 : elle représente en effet les 3 chromosomes présents, au lieu de 2. L’AFRT a organisé le 21 mars 2005 à Paris le premier colloque  « Du patient à la recherche, mieux comprendre pour mieux aider ». C’est en mai 2005, lors d’un colloque international à Palma de Mallorca organisé par le Dr. Juan Pereira sous l’égide de l’European Down Syndrome Association (EDSA), que l’AFRT proposa qu’EDSA et son homologue mondial Down Syndrome International (DSI) choisissent aussi cette date symbole. La date du 21 mars fut à cette occasion adoptée par les instances dirigeantes d’EDSA et de DSI.
Le 21 mars 2006, l’AFRT organisa donc son deuxième colloque à Paris « Comment appréhender et tenter de guérir le handicap mental ». À la même date, le professeur Stylianos E. Antonarakis (en), de la Faculté de Médecine de Genève, qui connaissait l’AFRT et les décisions d’EDSA et de DSI,  suggéra à l’ART21, un groupe de parents concernés par la trisomie 21 pour la région lémanique suisse d’organiser une manifestation  le 21 mars 2006, à Genève. C’est donc le 21 mars 2006 que les deux premières manifestations eurent lieu dans le monde, l’une à Paris et l’autre à Genève.
Depuis, l’AFRT organise chaque année un colloque à cette date. La date du 21 mars fut reconnue comme Journée Mondiale de la Trisomie 21 (World Down Syndrome Day) et par l’OMS (WHO) le 20 décembre 2007 puis par l’Assemblée Générale de l’ONU le 19 décembre 2011.
Ainsi chaque année, autour de cette date symbole du 21 mars, des personnes concernées organisent des manifestations, des colloques, échangent leurs savoirs, leurs demandes et permettent ainsi à des dynamiques nationales, européennes et mondiales de se mettre en place.
Le Secrétaire général des Nations unies Ban Ki-moon a déclaré le 21 mars 2012 qu'« En ce jour, nous réaffirmons que les personnes atteintes de la trisomie ont droit à la jouissance pleine et effective de tous les droits de l'homme et des libertés fondamentales. Que chacun, faisons notre part pour permettre aux enfants et aux personnes atteintes de trisomie de participer pleinement à l'élaboration et à la vie de leur société sur un pied d'égalité avec les autres. bâtissons une société inclusive pour tous ». 
Pour la journée du 21 mars 2014, la vidéo Dear Future Mom, message adressé aux futures mamans d'enfants atteints de trisomie est publiée sur Internet. La vidéo est un succès, plusieurs millions de personnes la voient sur les réseaux sociaux en quelques jours. La campagne est soutenue par une dizaine d’associations : le Collectif les Amis d'Éléonore et la Fondation Jérôme-Lejeune, l’association CoorDown en Italie, la Fundacion Sindrome de Down en Espagne, Down Syndrome Education International & Down Syndrome Development Trust en Angleterre, Arbeitskreis Down-Syndrom en Allemagne, DSC Pula en Croatie, Down Syndrome, en Irlande. Cette vidéo, en France, fut diffusée sur les chaînes de télévision publiques, relayée sur internet et sur les réseaux sociaux. Le CSA la censure des chaînes de télévision, la jugeant ambiguë sur le droit à l'interruption médicale de grossesse.
Lors de cette journée, pour la première fois en 2011 sur une idée de l'association britannique Down Syndrome International, les gens sont invités à porter des chaussettes dépareillées, de préférence aux motifs colorés, à en parler autour d'eux, et éventuellement à les photographier et à partager l'initiative sur les réseaux sociaux, afin de promouvoir la tolérance, l'inclusion et l'unicité dans la diversité en affirmant, sur les sujets de trisomie, de handicap et au-delà, que nous ne devons pas avoir peur de la différence, que nous sommes "tous différents, tous pareils" et que cela ne nous rend pas inefficients, tout comme les "chaussettes différentes" remplissent leur fonction, la société devant veiller à l'accessibilité à toutes les personnes handicapées. En outre, la chaussette est symbolique de la diversité génétique, car les chromosomes humains, notamment celui 21, en rappellent la forme, et le caryotype trisomique 21 peut évoquer des chaussettes dépareillées.